# Бисти, Дмитрий Спиридонович
Дми́трий Спиридо́нович Би́сти (27 июня 1925, Севастополь — 21 октября 1990, Москва) — русский советский график. Народный художник РСФСР (1984). Действительный член и вице-президент Академии художеств СССР (оба с 1988; член-корреспондент с 1979).

## Биография
Учился в 1939—1941 годах в средней художественной школе при Художественном училище памяти 1905 года. В 1952 году окончил Московский полиграфический институт. Ученик московских графиков А. Д. Гончарова и П. Г. Захарова.
Иллюстрировал и оформлял книги для издательств «Художественная литература», «Прогресс», «Искусство», «Детская литература», «Современник»:
- «Одиссея» Гомера (1959, диплом на Всесоюзном конкурсе искусства книги 1959)

- «Приключения Чипполино» Дж. Родари (1960, диплом 1-й степени на Всесоюзном конкурсе искусства книги 1960)

- «Лирические эпиграммы» С. Я. Маршака (1965, поощрительный диплом на Всесоюзном конкурсе искусства книги 1965)

- «Суд памяти» Егора Исаева (1965, серебряная медаль ИБА-65)

- «Владимир Ильич Ленин» В. В. Маяковского (1967, 1969, золотая медаль ИБА-71)

- «В стране водяных» Акутагавы Рюноскэ (1970, диплом 1-й степени на Всесоюзном конкурсе искусства книги 1969-70),

- «Сказки» О. Уайльда (1970, диплом 2-й степени на Всесоюзном конкурсе искусства книги 1970)

- «Буколики. Георгики. Энеида» Вергилия (1971, специальный диплом на Всесоюзном конкурсе искусства книги 1971)

- «Искусство книги». Вып. 7 (1971, диплом 2-й степени на Всесоюзном конкурсе искусства книги 1971)

- «Суд памяти» Е. Исаева (1973)

- «Новеллы» Акутагавы Рюноскэ (1973, «Золотая ветвь дружбы» на Международной выставке «Книга-75», серебряная медаль ИБА-77)

- «Пьесы» А. Сухово-Кобылина, А. Островского, А. Грибоедова (1974, специальный диплом на Всесоюзном конкурсе искусства книги 1974)

- «В краю великих вдохновений» (1976, диплом 2-й степени на Всесоюзном конкурсе искусства книги 1976)

- «Песнь о Роланде» (1977)

- «Сажайте розы в проклятую землю!» Э. Вевериса (1977, диплом 1-й степени на Всесоюзном конкурсе искусства книги 1977)

- «Илиада» Гомера (1978, диплом 2-й степени на Всесоюзном конкурсе искусства книги 1978)

- «Стихи и проза» Д. Давыдова (1979, диплом 1-й степени на Всесоюзном конкурсе искусства книги 1979)

- «Одиссея» Гомера (1979)

- «Наш Гагарин»(1979, поощрительный диплом на Всесоюзном конкурсе искусства книги 1979).

Также принимал участие в оформлении собраний сочинений Лопе де Вега, Проспера Мериме, Апулея, Бертольда Брехта, и др.
Значительная часть творчества Бисти посвящена дизайну книги, работе со шрифтами, конструированию макетов, оформлению титульных листов, переплётов и суперобложек.
Излюбленная его техника — гравюра на дереве. Работал также в технике офорта («Песнь о Роланде», 1976), цветной ксилографии.
Участвовал в оформлении двухсоттомной серии «Библиотека всемирной литературы».
Произведения находятся в Третьяковской галерее, Русском музее, многочисленных государственных и частных собраниях в России и за рубежом.
Похоронен на Кунцевском кладбище.

## Выставки
2016
«Андрей Бисти — скульптура, Дмитрий Бисти — графика» в галерее «Открытый клуб».

## Звания и награды
- Лауреат Государственной премии СССР — за иллюстрирование 200-томной «Библиотеки всемирной литературы» (1978)[5]
- Лауреат премии Всемирной выставки ксилографии (1975) в г. Банска-Бистрица (ЧССР)
- Лауреат премии «Ветвь дружбы» Всемирной выставки «Книга-75» (1975)
- Серебряные медали Международной выставки искусства книги в Лейпциге (1965, 1971, 1977, 1982)